# Пршибрам (окръг)
Окръг Пршибрам (на чешки: Okres Příbram) е един от 12-те окръга на Средночешкия край на Чехия. Административен център е едноименният град Пршибрам. Площта му е 1562,87 km2, а населението му – 114 219 души. В окръга има 121 населени места, от които 8 града и 1 място без право на самоуправление. Код по LAU-1 – CZ0203.

## География
Разположен е в югозападната част на края. Граничи с окръзите Бероун, Бенешов и Прага-запад на Средночешкия край, Пилзен-юг и Рокицани на Пилзенския край, Страконице, Писек и Табор на Южночешкия край.
Пършибрам е най-големият по площ окръг на края.

## Градове и население
Данни за 2017 г.:
| Град                     | Население |
| ------------------------ | --------- |
| Пршибрам                 | 32 897    |
| Добржиш                  | 8995      |
| Седличани                | 7227      |
| Рожмитал под Тршемшинем  | 4373      |
| Бржезнице                | 3546      |
| Седлец Пърчице           | 2833      |
| Нови Книн                | 2009      |
| Красна Хора над Вълтавоу | 1103      |

Данни за 2009 г.:
| Ообщо           | Жени             | Мъже             |
| --------------- | ---------------- | ---------------- |
| 113 829 (100 %) | 57 609 (50,61 %) | 56 220 (49,39 %) |

## Образование
По данни от 2003 г.:
| Вид училище                         | Брой училища |
| ----------------------------------- | ------------ |
| Детски градини                      | 65           |
| Начални училища                     | 49           |
| Гимназии                            | 5            |
| Средни училища и промишлени училища | 7            |
| Средни професионални училища        | 7            |
| Висши професионални училища         | 3            |

## Здравеопазване
По данни от 2003 г.:
| Лекари                                      | 392 |
| Болници                                     | 2   |
| Специализирани заведения за лечение и отдих | 4   |
| Зъболекари                                  | 46  |
| Аптеки                                      | 20  |

## Транспорт
През окръга преминава част от първокласните пътища (пътища от клас I) I/4, I/18, I/19 a I/66. Пътища от клас II в окръга са II/102, II/105, II/114, II/115, II/116, II/118, II/119, II/120, II/121, II/174, II/176 и II/191. Железопътните линии, преминаващи през окръга, са трасе №200, трасе №210 и трасе №223.